# Léo Warynski
Léo Warynski, né le 29 juin 1982 à Colmar,, est un chef d'orchestre et chef de chœur classique français. 

## Biographie
Né à Colmar en 1982, Léo Warynski débute comme chanteur à la Maîtrise de sa ville natale puis étudie le violoncelle.
Il intègre ensuite le Conservatoire national supérieur de musique et de danse de Paris, dans la classe de François-Xavier Roth en direction d’orchestre.
Il dirige notamment l'ensemble vocal Les Métaboles qu'il a fondé en 2010, mais il est également directeur musical de l'ensemble Multilatérale depuis 2014.
Léo Warynski et le parfumeur Quentin Bisch ont imaginé et produit un concert olfactif, associant les parfums et la musique, pour les représentations de La Nuit Américaine, qui met à l’honneur la création vocale américaine du XXe et du XXIe siècle,.
Par ailleurs, il dirige plusieurs opéras à partir de 2015, tel Seven Stones,,,, (compositeur : Ondřej Adámek / mise en scène : Éric Oberdorff) créé au Festival d'Aix-en-Provence en juillet 2018, ou encore Akhnaten (compositeur : Philip Glass / mise en scène : Lucinda Childs) dans une nouvelle production,,, pour l' Opéra de Nice.
Avec Les Métaboles, en résidence à Royaumont pendant trois ans de 2018 à 2020, il dirige notamment le motet Transfige dulcissime Jesu H.251 et le Salve Regina à trois chœurs H.23 de Marc-Antoine Charpentier, il prépare également le projet Brahms. Il  est  désigné en 2020 « personnalité musicale de l’année » par le Syndicat de la Critique.

## Discographie
- 2014 : Sviridov, Schnittke, Tchesnokov, Mysterious Nativity, Brilliant Classic[19].
- 2016 : Stucky, Whitacre, Copland, Barber, Lauridsen, Feldman, Une nuit américaine, NoMad Music[19],[20].
- 2020 : Ravel, Saint-Saëns, Britten, Schafer, Jardin féerique, NoMad Music[21],[22].